# بيتزا غيتي
بيتزا غيتي هي وجبة مجمعة تتواجد عموماً في مطاعم الوجبات السريعة ومطاعم العائلات في مقاطعة كوبيك ومناطق أخرى من كندا.
و تتألف من بيتزا، مقطعة إلى أنصاف، مصحوبة بأجزاء صغيرة من المعكرونة بصلصلة الطماطم.بالرغم من أن كلاً البيتزا والسباغتى من ركائز المطبخ الإيطالي، إلا أن تجميع الوجبتين غير معروف في إيطاليا.

## معانى أخرى
• في أماكن أخرى، خاصة الولايات المتحدة، البيتزاغيتى هي المكرونة المصنوعة منزلياً مطبوخة مع المكونات الأساسية للبيتزا، مثل صلصلة الطماطم، الببروني، الزيتون، المشروم ولكن بدون عجينة البيتزا. يمكن طهى الخليط في وعاء أو خبزه في الفرن.

• بيتزاغيتى هي سلسلة مطاعم إيطالية في بليموث، المملكة المتحدة.هذه المطاعم لا تقدم البيتزاغيتى في قائمتهم.

• مصنع بيتزاغيتى هو مطعم إيطالي الطراز يقع في جبل طارق.
وهي اكلة مثيرة للاهتمام حيث بها الكثير من الفيتامينات والمعادن والكالسيوم وخصوصا الكربوهيدرات